# Памятник военным медикам
Памятник военным медикам посвящён подвигам военных медиков Ленинграда за период блокады города и Великой Отечественной войны.
Находится около медицинской военной академии имени С. М. Кирова, в сквере на площади Военных Медиков на пересечении Большого Сампсониевского проспекта и Боткинской улицы.
Памятник открыт 8 мая 1996 года.
Руководителем проекта по установке памятника выступил И. Г. Уралов, над памятником работали скульптор Б. А. Петров и архитекторы Ю. К. Митюрев, Н. Б. Митюрева, В. С. Васильковский.
Инициатором создания мемориала выступила Военно-медицинская академия. Интересно, что при разработке проекта и создании памятника была принята архитектурная стилистика, распространённая в России до прихода советской власти.
Памятник был поставлен на средства Министерства обороны РФ, «Лентрансгаза», самой Военно-медицинской академии, а также на пожертвования от С. А. Завойстого.
Монумент размещён на месте, где прежде располагался фонтан «Гигиея». После установки памятника он был перенесён на закрытую часть территории Военно-медицинской академии.

## Описание памятника
Памятник представляет из себя мемориальный павильон из серого гранита, внутри которого укреплены бронзовые композиции из щитов с пиками, на щитах изображены символы военных медиков.
Спереди помещена мемориальная табличка, на которой нанесён текст:
«Военным медикам, павшим в войнах».
На двух расположенных по бокам щитах также имеется два текста:
«Многих воителей стоит один врачеватель искусный».
«Профессия врача — это подвиг. Она требует самоотвержения, чистоты души и чистоты помыслов».
Внутри павильона расположен крест, на котором также имеется надпись:
«Тем, кто пожертвовал собой. Тем, кто последует за ними».